# Kal skogsmyra
Kal skogsmyra (Formica polyctena) är en myrart som beskrevs av Arnold Foerster 1850. Kal skogsmyra ingår i släktet Formica, och familjen myror. Arten är reproducerande i Sverige. Inga underarter finns listade i Catalogue of Life.
Arten förekommer i nästan hela Europa. Den hittas vanligen i täta skogar men den behöver lite solljus så att myrstacken värmas upp.
Landskapsförändringar kan påverka beståndet negativt. Ibland används myrans puppa som föda för sällskapsdjur. IUCN kategoriserar arten globalt som nära hotad.

## Bildgalleri

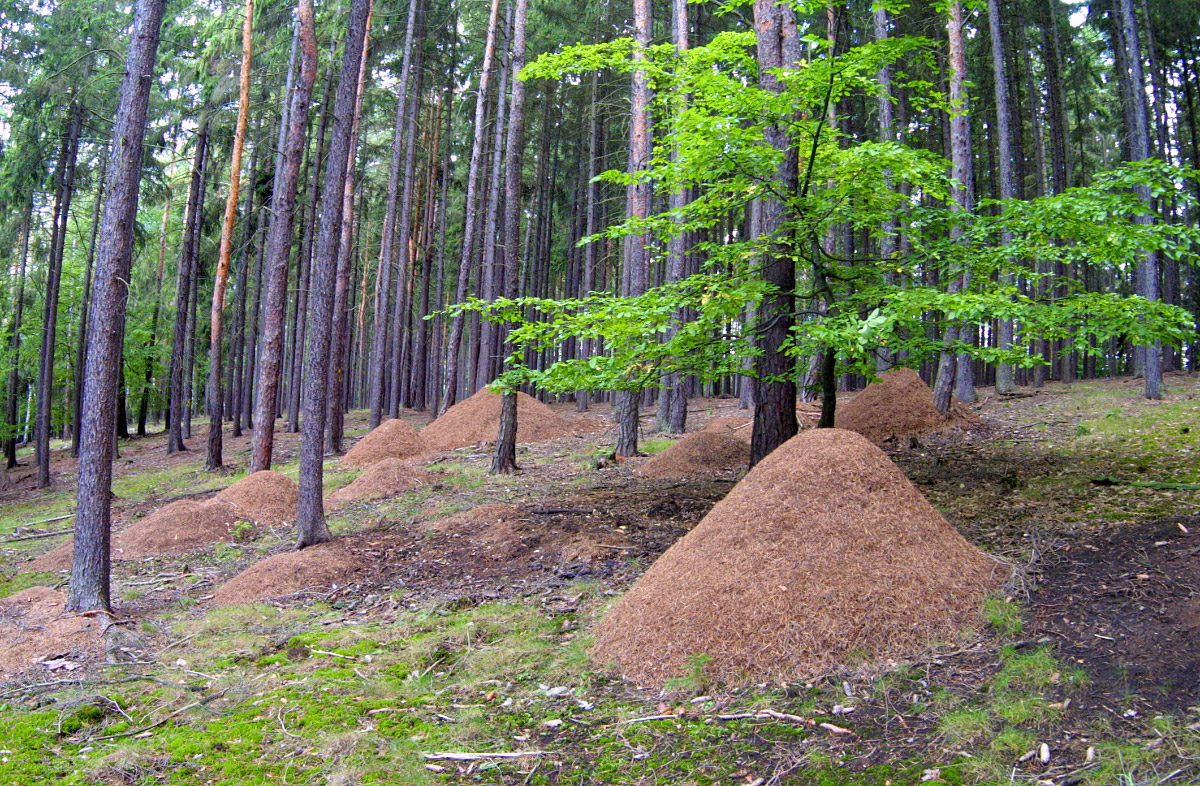
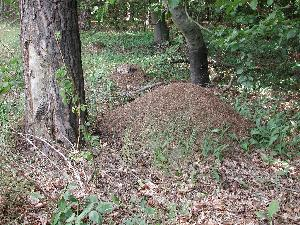